# Козленко Олександр Якович
Олександр Якович Козленко (20 вересня 1920 році, Одеса — 26 квітня 1993, Одеса) —  український радянський педагог, учасник Другої світової війни. Відмінник народної освіти УРСР. Його називали «Одеським Макаренко». 

## Біографія
Олександр Козленко народився 20 вересня 1920 року в Одесі. 
Після закінчення школи працював піонервожатим, начальником піонерського табору, вихователем в дитячому містечку ім. Комінтерна. Навчався на  історичному факультеті Одеського державного університету, який закінчити не дозволила війна.
На фронт не взяли через поганий зір. Олександр Якович переїжджає до Чкаловської області, де у віці 21 рік стає директором середньої школи.
16 січня 1943 року йому добровольцем вдалося потрапити на фронт. Учасник Смоленської, Оршанської, Люблін-Брестської, Вісло-Одерської, Варшавсько-Познанської та Берлінської наступальних операцій. Військовий перекладач 491 Неманського ордена Червоного Прапора стрілецького полку 159 Червонопрапорної Вітебської орденів Суворова і Кутузова ІІ ст. стрілецької дивізії. Після закінчення війни служив у Групі Радянських  військ в Німеччині, був одним з організаторів і начальником видавництва газети «Щоденний огляд» («Тегліхе Рундшау») для німецького населення. У 1945 році був одним з організаторів дитячого будинку для німецьких дітей сиріт в передмісті Берліна. У червні 1946 року переходить на роботу в Головний штаб Радянської Військової Адміністрації старшим інструктором відділу агітації і пропаганди спеціального відділу Політуправління.
У 1945 році був організатором дитячого будинку для сиріт поблизу Берліна. Уже в листопаді 1946 року він повертається в рідну Одесу закінчує освіту в Одеському університеті ім. І. І. Мечникова.
З 1947 року працює в системі освіти Одеського регіону. Заступник директора з педагогічної роботи дитячого будинку № 2 в Балті, інспектор сектора дитячих будинків Обласного відділу народної освіти Одеської області.
З 1952 року завуч середньої школи № 122, з 1956 р по 1969 р директор середньої школи № 21, з 1969 р по 1984 р директор середньої школи № 122. А після цього з 1984 до самої смерті пропрацював інспектором райвно. 
Помер 26 квітня  1993 року. Похований в Одесі.

##### Громадська діяльність
Обирався депутатом Центральної райради Одеси багатьох скликань. Голова комісії у справах неповнолітніх при Центральному райвиконкомі. Член товариства істориків при Одеському археологічному музеї.

## Нагороди
- Знак "Відмінни народної освіти УРСР"

## Пам'ять
18 травня 2017 року на фасаді Одеської школи № 122 по вул. Старопортофранківській, 45 відбулося урочисте відкриття меморіальної дошки Олександру Яковичу Козленко. Меморіальна дошка встановлена згідно з розпорядженням Одеського міського голови та ініціативи Історико-топонімічної комісії. На відкритті був присутній онук Павло Юхимович і правнуки Михайло і Даніель, а також колишні учні, колеги по громадській роботі, викладачі та директори шкіл. Як відзначили в мерії: Це перша меморіальна дошка в Одесі, увічнила пам'ять про педагога, який присвятив педагогічній діяльності більше 50 років життя, дав путівку в життя тисячам юнаків і дівчат, був мудрим і досвідченим наставником для багатьох вчителів, які згодом очолили школи в нашому місті